# Études en sciences de l'information au Canada
Au Canada, la formation en sciences de l'information est spécifique aux provinces. Cette formation est issue des formations en bibliothéconomie.

## Écoles et programmes

### Au Québec
Au Québec, la bibliothéconomie et les sciences de l'information sont enseignées par l'École de bibliothéconomie et des sciences de l'information (EBSI), qui fait partie de l'Université de Montréal, et par l'École des sciences de l'Université McGill.
L'Université Laval, l'Université de Montréal et l'Université McGill offrent un programme de deuxième cycle comprenant de l'archivistique (certificat en archivistique pour les archivistes praticiens qui ont à implanter les outils archivistiques et les mettre en application, maîtrise en archivistique ou maîtrise en sciences de l'information, option archivistique). L'Université du Québec à Montréal offre quant-à-elle un certificat de premier cycle en gestion des documents et des archives. Au Québec, seule l'École de bibliothéconomie et des sciences de l'information (EBSI) a intégré l'enseignement de l'archivistique dans son cursus de sciences de l'information.

### Reste du Canada
Dans le reste du Canada, le programme de bibliothéconomie et des sciences de l'information est offert à l'Université Dalhousie (Nouvelle-Écosse), à l'Université de l'Alberta, à l'Université de la Colombie-Britannique, à l'Université de Toronto (Ontario) et à l'Université de Western Ontario.